# Krieger (Fernsehserie)
Krieger (Originaltitel: Kriger) ist eine dänische sechsteilige Krimi-Drama-Miniserie. Sie wurde erstmals am 8. Oktober 2018 auf TV 2 ausgestrahlt. In Deutschland wurde die Serie bei Netflix veröffentlicht.

## Handlung
Der Soldat CC quittiert nach zehn Jahren aktiven Militärdienst für Dänemark in verschiedenen Kriegsgebieten der Welt den Dienst. In Afghanistan war er an einer Mission beteiligt, bei der sein bester Freund Peter getötet wurde. Von den Kriegserlebnissen gezeichnet und von Schuldgefühlen über den Tod seines Freundes geplagt, erfüllt er dessen Witwe, der Polizistin Louise, den Gefallen, die Rockergruppe Wolves zu unterwandern, um deren Anführer dingfest machen zu können. Die Gruppe ist für einen Großteil der brutalen organisierten Bandenkriminalität in Kopenhagen verantwortlich. Louise ist bereits seit zwei Jahren auf der Jagd, insbesondere nach dem Wolves-Anführer Tom. CC kooperiert mit der Polizei, um die Rockergang in die Falle zu locken.

## Besetzung
Die deutschsprachige Synchronisation hat die FFS Film- & Fernseh-Synchron übernommen.
| Rolle     | Schauspieler            | Folgen          | Synchronsprecher      |
| --------- | ----------------------- | --------------- | --------------------- |
| CC        | Dar Salim               | 1.01–1.06       | Tobias Kluckert       |
| Louise    | Danica Curcic           | 1.01–1.06       | Sonja Spuhl           |
| Tom       | Lars Ranthe             | 1.01–1.06       | Pierre Peters-Arnolds |
| Peter     | Jakob Oftebro           | 1.01–1.06       |                       |
| Finn      | Søren Malling           | 1.01–1.06       | Thomas Schmuckert     |
| Mads      | Marco Ilsø              | 1.01–1.05       |                       |
| Max       | Jens Ferdinand Holmberg | 1.01–1.04, 1.06 |                       |
| Påfuglen  | Steffen Brink Jensen    | 1.02–1.05       |                       |
| Røde      | Kenneth M. Christensen  | 1.02–1.05       | Peter Sura            |
| Anders    | Benjamin Kitter         | 1.01–1.02, 1.04 | Asad Schwarz          |
| Der Wilde | Nicolas Bro             | 1.03, 1.06      |                       |

## Episodenliste
| Nr. (ges.) | Nr. (St.) | Deutscher Titel | Originaltitel | Erstausstrahlung Dänemark | Deutschsprachige Erstausstrahlung (D) |
| ---------- | --------- | --------------- | ------------- | ------------------------- | ------------------------------------- |
| 1          | 1         | Die Beerdigung  | Begravelsen   | 8. Okt. 2018              | 13. Nov. 2018                         |
| 2          | 2         | Die Prüfung     | Testen        | 15. Okt. 2018             | 13. Nov. 2018                         |
| 3          | 3         | Der Krieg       | Krigen        | 22. Okt. 2018             | 13. Nov. 2018                         |
| 4          | 4         | Das Verhör      | Afhøringen    | 29. Okt. 2018             | 13. Nov. 2018                         |
| 5          | 5         | Die Ratten      | Rotten        | 5. Nov. 2018              | 13. Nov. 2018                         |
| 6          | 6         | Showdown        | Showdown      | 12. Nov. 2018             | 13. Nov. 2018                         |

## Produktion
Im Juni 2017 gab der dänische Sender TV 2 bekannt, dass die Dreharbeiten zu Kriger (Originaltitel) begonnen haben und im Herbst 2018 seine TV-Premiere in Dänemark haben wird. Die Serie wurde vom Sender als Krimidrama über Gemeinschaften, Loyalität und Verrat unter Kriegsveteranen, Rockern und Polizisten beschrieben – gleichzeitig sei es eine Liebesgeschichte zwischen dem Veteranen CC und der Polizistin Louise. Dabei wurde die Besetzung mit Dar Salim und Danica Curcic und ebenso Lars Ranthe, Nicolas Bro, Søren Malling, Natalie Madueño, Jakob Oftebro und Andrea Vagn Jensen bekannt gegeben.
Es war von Anfang an geplant, dass die Geschichte mit der sechsten und letzten Folge endet.
Christoffer Boe erklärt, dass die Serie mit jeder Folge an Tempo zunimmt. Während die erste Episode über einige Wochen stattfindet, spielt die letzte Episode nur noch in einem Zeitraum von mehreren Stunden.

## Rezeption
Bei imdb.com hat Krieger eine Bewertung von 6,7/10.
Auf der englischsprachigen Seite readysteadycut.com heißt es, dass die Serie von Christoffer Boe, obwohl sie mit Klischees und typischen Genreelementen gefüllt ist, dennoch gut konstruierte Einblicke in die kriminelle Kopenhagener Unterwelt gibt. Insbesondere wird die Leistung von Danica Curcic hervorgehoben, die als exzellent beschrieben wird und der emotionale Kern der Serie sei. Während Lars Ranthe eher als karikaturhafter Bösewicht daher kommt. Die Kameraführung fängt Kopenhagen aus ungewöhnlichen Winkeln und Farben ein. Warrior passt in die Reihe von Netflix-Krimis aus Skandinavien aber hebt sich doch daraus hervor.
Decider.com schreibt, dass Warrior ein Standard-Krimi-Drama sei, abgesehen davon, dass es in Dänemark spielt. „Gangs. Cops. Leute, die verdeckt agieren. In Konflikten stehende Hauptfiguren. Aber der X-Faktor der Show ist die Beziehung zwischen CC und Louise. Es ist die Kombination aus der Tatsache, dass CC von Schuldgefühlen zerrissen wird, weil er seinen Freund in den Tod geschickt hat und deswegen glaubt, Louise diesen Gefallen zu schulden. Und die Tatsache, dass Louise versucht, die große Verbrecherbande zu besiegen, führt zu einer Situation die das Potential für Drehungen und Wendungen hat.“ Dar Salim sei ein weiterer Einschaltgrund.
Jesper Olsen schreibt auf soundvenue.com, dass er von der Serie begeistert ist. Insbesondere aufgrund der wunderschönen Kamerakunst und der Schauspielerei sei es eine mutige und schöne Serie. Jedoch müsse er Abzüge geben, weil seiner Meinung nach das Serienfinale unglücklicherweise nicht das große Potenzial der Serie ausschöpft.
Bei interprete.me heißt es, dass das Drehbuch nur wenige Möglichkeiten gebe, der Geschichte von Rache, Ressentiments und Traurigkeit zu entkommen. Die beiden Hauptdarsteller Dar Salim und Danica Curcic leisten hervorragende Arbeit. Krieger sei daher ein großartiges Werk aus Dänemark, das erneut beweise, dass es dichte und tiefe Serien erstellen könne, ohne die reine und einfache Unterhaltung außer Acht zu lassen.